# Rigoberto Felandro
Rigoberto Felandro Vásquez (4 janvier 1924 – 6 septembre 1990) est un footballeur international péruvien qui jouait au poste de gardien de but.

## Biographie

### Carrière en club
Rigoberto Felandro commence sa carrière au sein du Santiago Barranco en 1944. En 1947, il rejoint le Sport Boys de Callao et y joue son premier match le 18 mai 1947 face à l'Alianza Lima (résultat 2-2). 
En concurrence avec Rafael Asca, Felandro part en 1950 pour la Colombie jouer à l'América de Cali où il retrouve certains de ses compatriotes (Carlos Gómez Sánchez et Alejandro González Ramírez entre autres). Il y reste jusqu'en 1952 et après un bref passage par le Venezuela (au Litoral FC) en 1953, il revient au Sport Boys et y joue jusqu'en 1957.
En 1958, il signe au Deportivo Municipal et y reste quatre saisons. Il tire sa révérence au KDT Nacional en 1964, à 40 ans passés.

### Carrière internationale
International péruvien, Rigoberto Felandro reçoit huit capes en équipe nationale entre 1956 et 1961 (13 buts encaissés). Il participe notamment au championnat panaméricain de 1956 au Mexique (cinq matchs), suivi du championnat sud-américain de 1957, organisé par le Pérou, où il prend part à deux rencontres.

### Décès
Rigoberto Felandro meurt le 6 septembre 1990 à 66 ans.

## Palmarès
Santiago Barranco
- Championnat du Pérou D2 (1) :
  - Champion : 1945.